# Burg Stolberg

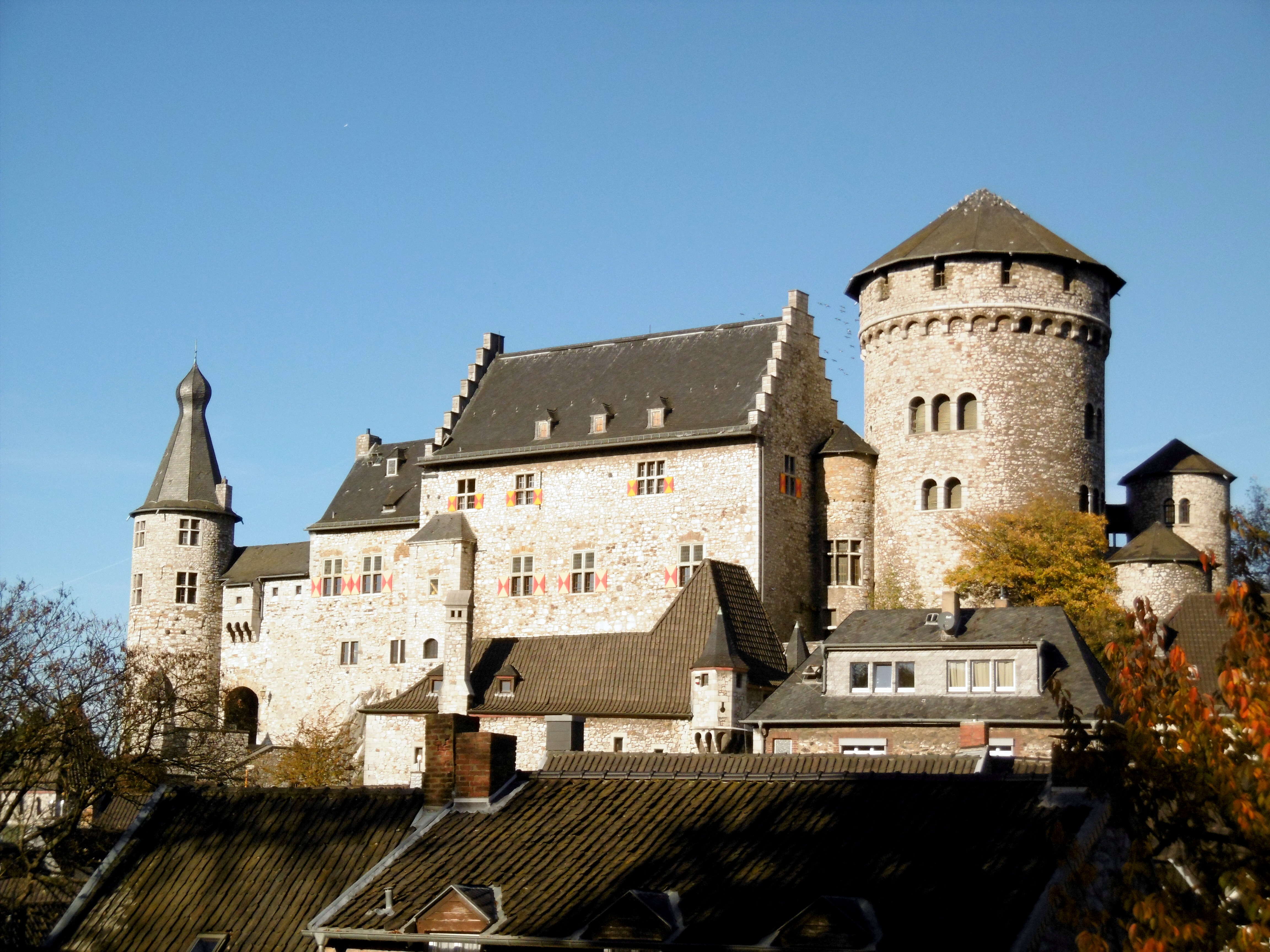
Die Burg Stolberg von Süden gesehen (2021)

Die Burg Stolberg erhebt sich auf einem steilen Kalkfelsen inmitten der Stolberger Altstadt in Stolberg (Rheinland) in der nordrhein-westfälischen Städteregion Aachen. Sie ist Wahrzeichen, Wiege und Namensgeberin der Stadt.
Im 12. Jahrhundert wurde die Burg Stolberg von den Herren von Stalburg erbaut. Die Herzöge von Jülich verpfändeten die geschleifte Anlage Mitte des 15. Jahrhunderts an die Herren von Nesselrode, um sie als Offenhaus neu aufbauen zu lassen. Mitte des 16. Jahrhunderts ließ Hieronymus von Efferen die Burg nach Zerstörungen erweitern. Infolge Heirat kamen Burg und Herrschaft von den Freiherren von Efferen an die Reichsfreiherren Raitz von Frentz. Im 18. und 19. Jahrhundert verfiel die Burg dann zur Ruine. Von den letzten adeligen Eigentümern, den Reichsgrafen von Kesselstatt, kam die baufällige Anlage 1863 in bürgerlichen Besitz. Der Stolberger Fabrikant Moritz Kraus ließ die Burg seit 1888 im historistischen Stil wieder aufbauen und schenkte sie 1909 der Stadt.
Heute dient die Burg Stolberg als Ort kultureller Veranstaltungen und als Unterkunft verschiedener Vereine. Im Keller befindet sich ein gastronomischer Betrieb und ein Heimat- und Handwerkermuseum in der Torburg.

## Name
Der ursprüngliche Name der Anlage lautet Stalburg, in manchen Urkunden auch Stailburg mit Dehnungs-i. Das mittelhochdeutsche Wort „stal“ bedeutete „fest“ oder „standhaft“. Somit kann „Stalburg“ als „feste Burg“ gedeutet werden. Aus „Stalburg“ entwickelte sich durch Lautwandel im Laufe der Zeit „Stolberg“: Die Länge des Vokals wurde in den späteren Urkunden durch ein nachgestelltes stummes e, i oder y angedeutet. Gleichzeitig wurde das lange a zu einem langen o verdumpft, das erst in frühneuhochdeutscher Zeit zu o gekürzt wurde. Die Form „Stolberg“ ist erstmals 1572 belegt. Von 1276 bis 1756 findet sich auch die Schreibweise „Stollberg“.

## Baubeschreibung

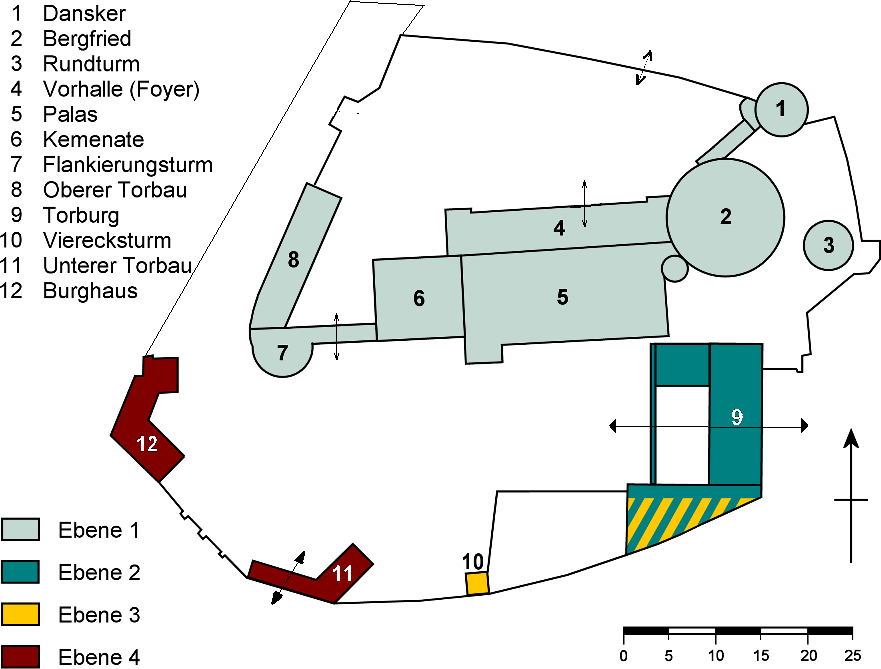
Schematischer Grundriss der Stolberger Burg

Die Burg erstreckt sich in westöstlicher Ausrichtung auf einem Oolithfelsen östlich des Vichtbachs. Ihr Areal ist durch vier terrassenartige Ebenen gegliedert, die nach Süden hin zur Stolberger Altstadt abfallen. Mehrheitlich wurde sie aus Kalkstein errichtet, der aus nahe gelegenen Steinbrüchen wie dem ehemaligen Steinbruch Burgstüttgen etwa 500 m südwestlich der Burg stammt.

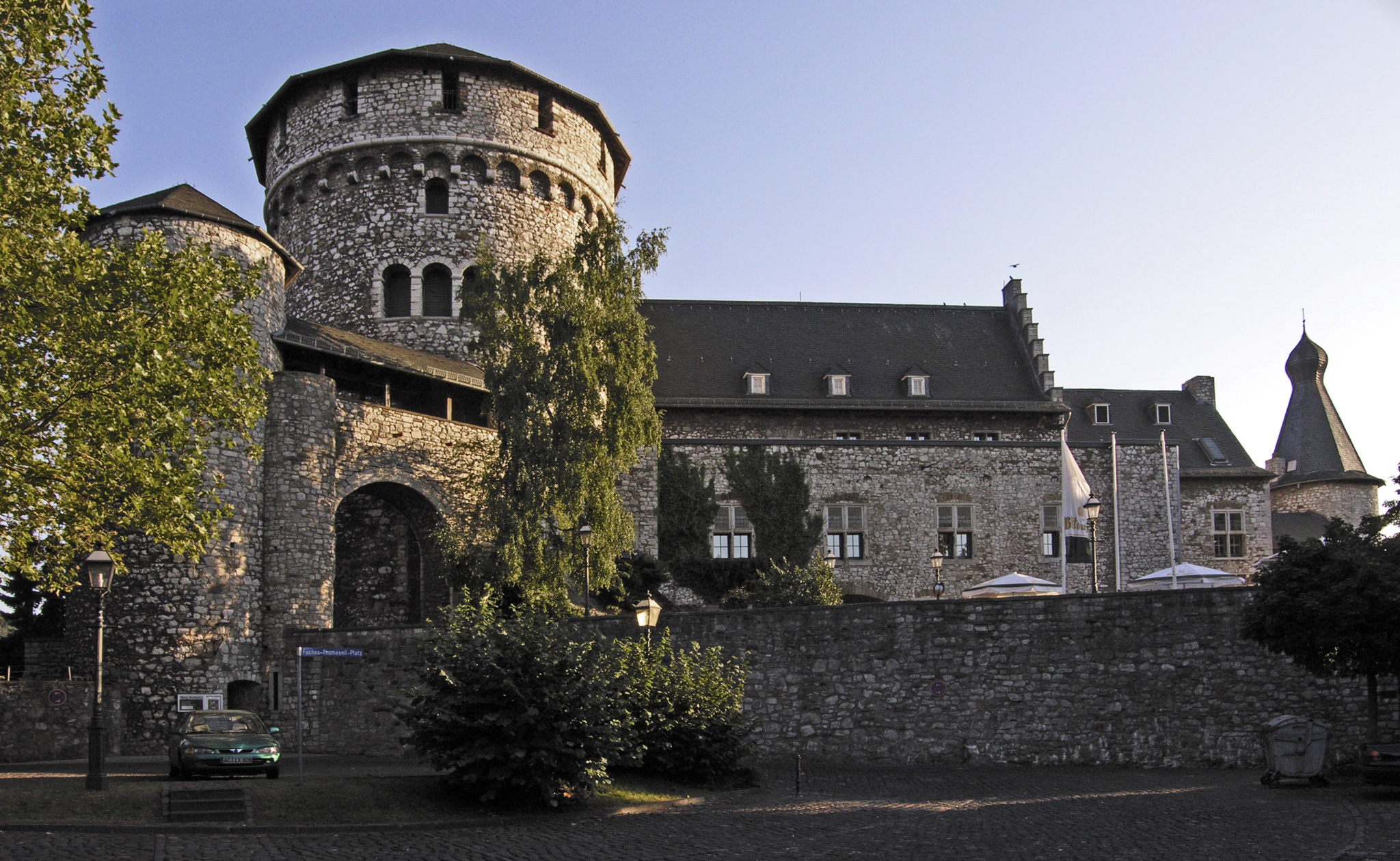
Dansker, Bergfried, Palas, Kemenate und westlicher Flankierungsturm (v. l. n. r.)

Bauhistorisch sind zwei Teile der Burg zu unterscheiden. Den ersten bilden die Bauten der ursprünglichen, spätmittelalterlichen Anlage auf der am höchsten gelegenen, ersten Ebene mit ehemaligem Geschützturm, Palas, zwei Nebentürmen, Gerichtssaal der Renaissance sowie oberem Torbau, Westturm und Resten der Ringmauer. Der zweite Teil umfasst Ergänzungen des 19. und 20. Jahrhunderts, die mehrheitlich auf der zweiten bis vierten Ebene erbaut wurden. Dazu gehören die Torburg, der untere Torbau und das Burghaus. Die tiefer gelegenen Neubauten entstanden alle im Bereich der Vorburg und der Zwingeranlagen.
Im Osten der Anlage, in der Nähe zur ehemaligen Burgkapelle und heutigen Kirche St. Lucia, erhebt sich ein Geschützturm, der ab 1889 seine aktuelle Höhe erhielt. An ihn schließen sich fortschreitend nach Westen der Palas und der Gerichtsbau sowie der Westturm als Flankierungsturm und der obere Torbau an. Eine Ebene tiefer befindet sich südlich davon der untere Burghof, der sowohl über eine Treppe vom oberen Burghof als auch über eine Torburg im Osten des Burgareals zugänglich ist. Ein Teil des Torburg-Fundamentes steht auf der sich im Süden anschließenden, wiederum etwas tiefer gelegenen dritten Ebene, auf der ein Vierecksturm sowie ein Kräutergarten zu finden sind. Von dort ist über eine Treppe die vierte und damit tiefstgelegene Ebene des Burgareals erreichbar, auf der sich der untere Torbau sowie das Burghaus befinden.

### Der 'Große Turm', Nord- und Ostturm und oberer Burghof
Obwohl der höchste Bauteil der Burg, besitzt der 'Große Turm', der ehemalige Geschützturm, nur drei Geschosse. Diese besitzen gemauerte Rundbogenfenster im neuromanischen Stil, deren Einfassungen aus Blaustein bestehen. An seiner Außenseite markiert ein Rundbogenfries die Grenze zwischen dem  zweiten Geschoss und der obersten Plattform, die durch Öffnungen gegliedert und von einem Zeltdach bekrönt ist. Im Nordosten ist ihm ein kleinerer Turm vorgelagert, im Südosten ein weiterer kleiner Nebenturm der ehemaligen spätmittelalterlichen Befestigung. Eine Wendeltreppe sowie ein Aufzug im Inneren des Nordturms führen zu dem nach Norden ausgerichteten oberen Burghof. Dort befinden sich ein überdachter Brunnen sowie der Eingang zum Palas.

### Palas und Gerichtssaal
Dem dreigeschossigen Palas ist im Norden auf seiner gesamten Länge ein zweigeschossiger, hallenartiger Bau vorgesetzt, der die Funktion eines Foyers und Treppenhauses besitzt. In seinem Erdgeschoss befinden sich Funktionsräume wie Garderobe und Toiletten. Eine Treppe am östlichen Ende führt auf einen Absatz hinauf, von dem jeweils eine weitere Treppe zur ersten Ebene des Großen Turms und in das zweite Geschoss des Foyers mit vier nach Norden gerichteten Fenstern führt.

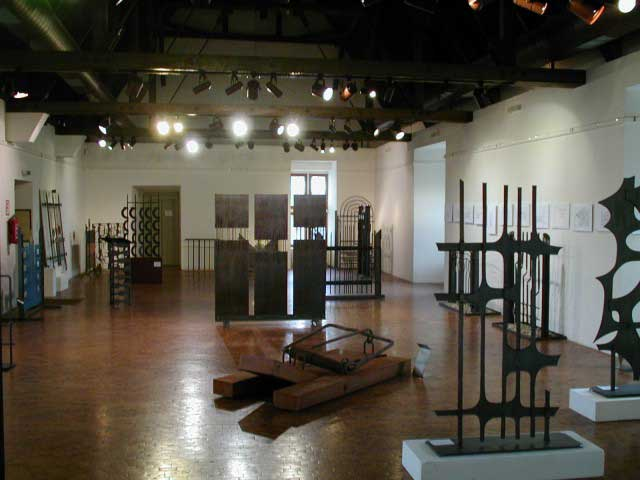
Die Burggalerie

In dieser zweiten Etage befindet sich der Eingang zum Rittersaal, der die gesamte Grundfläche des Palas einnimmt und den größten Raum der gesamten Burganlage darstellt. Drei Kreuzstockfenster sind in der Südwand eingelassen. Auf der Nordseite befinden sich zur Vorhalle hin die vier ursprünglichen gotischen Außenfenster mit Sitzbänkchen sowie eine Tür. In seiner Westwand führt eine Tür in den ehemaligen Gerichtssaal, der über einen weiteren Eingang im zweiten Geschoss des Foyers verfügt.
Der Palas besitzt Treppengiebel, die ein Steildach begrenzen. Sein Dachgeschoss wird von der so genannten Galerie eingenommen, die über ein Treppenhaus im Gerichtsbau und durch einen kleinen Raum über dieser oder über den ersten Stock des Großen Turms erreichbar ist. Sie erstreckt sich auf der Grundfläche des Rittersaals und bietet einen Blick in den offenen Dachstuhl. Ihr ist auf der Nordseite eine Terrasse vorgelagert, welche die Dachfläche des Foyers einnimmt. Die Galerie wird durch ein Fenster nach Osten auf St. Lucia und je drei Fenster nach Süden und zur Terrasse erhellt.

### Westturm und oberer Torbau
Der westlich gelegene, dreigeschossige Flankierungsturm mit Zwiebelhaube der Renaissancezeit ist mit dem Gerichtsbau durch einen Wehrgang verbunden, der über einem runden Torbogen verläuft. Ihm schließt sich ein eingeschossiger Torbau mit zwei Räumen an. Unter dem Torbogen hindurch führen Treppen hinab auf den unteren Burghof im Süden.

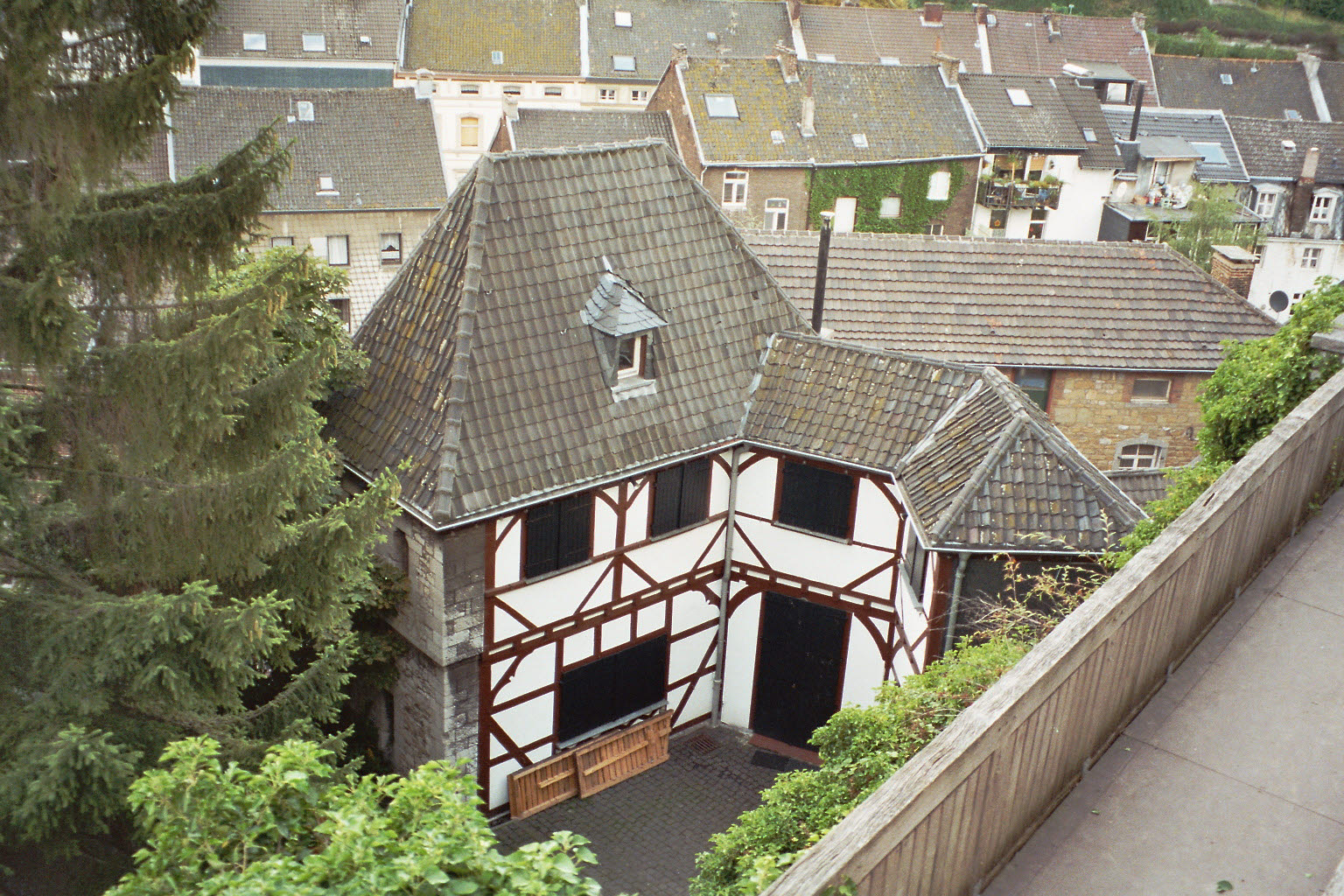
Das Burghaus auf der untersten Ebene

### Torburg, unterer Torbau und Burghaus
Die Torburg begrenzt das Burgareal im Südosten der Anlage und entstand als jüngste Ergänzung 1909. Sie ist komplett aus Bruchstein errichtet und schließt sich in Höhe des Großen Turms an den Burgfelsen an. Ihr unregelmäßiger, dreiflügeliger Grundriss ist den topographischen Gegebenheiten des Burgfelsen und der Altstadtbebauung geschuldet.
Im Süden der Burg liegt am Luciaweg der untere Torbau mit hofseitigem Wehrgang und einem sich daran anschließenden, kleinen Innenhof, von dem das so genannte Burghaus erreichbar ist. Bei diesem handelt es sich um ein zweiflügeliges Gebäude, das erst zu Beginn des 20. Jahrhunderts errichtet wurde. Es besitzt zwei Geschosse, deren Fassade hofseitig aus Fachwerk besteht.

### Stollensystem

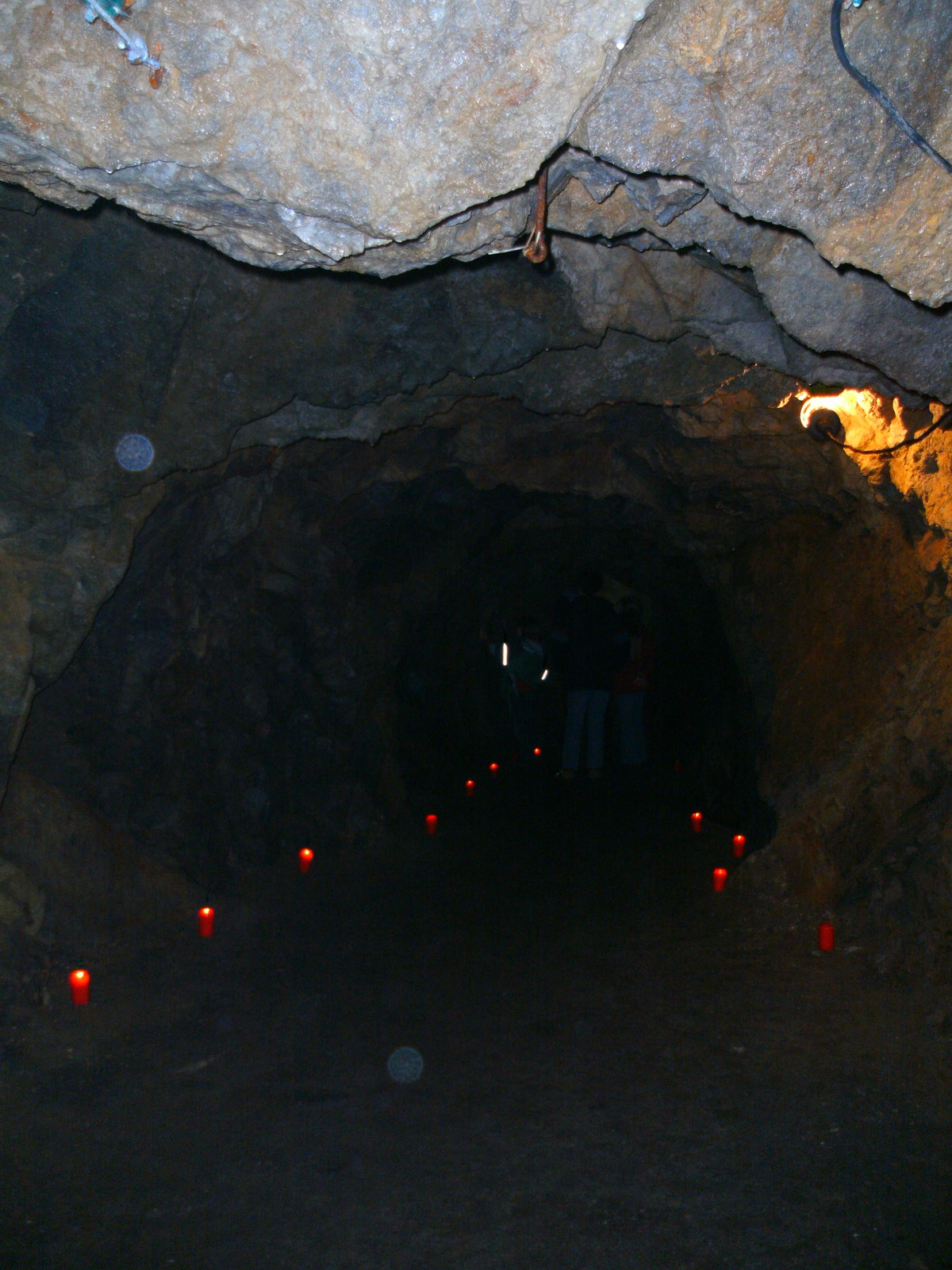
Burgstollen während des Tages des offenen Denkmals 2009

Aus unbekannter Zeit stammt ein Stollen unter der Burg. Wahrscheinlich ist seine Anlage im 16. bis 18. Jahrhundert, eine unwahrscheinliche und unbelegte Deutung legt die Entstehung in die Entstehungszeit der Burg um 1450. Das etwa 150 Meter lange Stollensystem führt von einem Hof an der Burgstraße bis zu einem Gebäude in der Klatterstraße unter der Vorburg entlang.
Der Grund, weshalb die Stollen angelegt wurden, ist nicht überliefert. Dokumentiert ist, dass die Burgstollen im 19. und zu Beginn des 20. Jahrhunderts als Kühlraum einer lokalen Brauerei sowie als Weinlager der Stolberger Gastronomie dienten. Während des Zweiten Weltkrieges wurden die Stollen als Luftschutzraum ausgebaut.

## Baugeschichte
Die baugeschichtliche Entwicklung der Burg Stolberg zu ihrem heutigen Erscheinungsbild geschah im Wesentlichen in drei Phasen. Ab der zweiten Hälfte des 15. Jahrhunderts wurde unter Wilhelm I. von Nesselrode und dessen Sohn Wilhelm II. die Burganlage auf den Ruinen eines Vorgängerbaus neu errichtet. Nach Beschädigungen während der Geldrischen Fehde ließ Hieronymus von Efferen die Schäden nach 1542 beheben. Eine dritte Bauphase begann nach 1888 unter dem Fabrikanten Moritz Kraus, der die heruntergekommenen Gebäude wieder aufbauen ließ und zugleich Um- und Zubauten vornahm.

Wiederaufbau
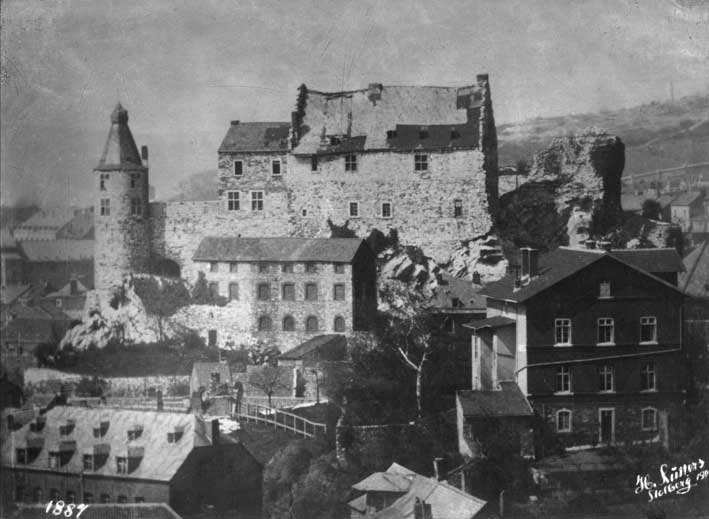
Burg Stolberg 1888 vor dem Wiederaufbau durch Moritz Kraus
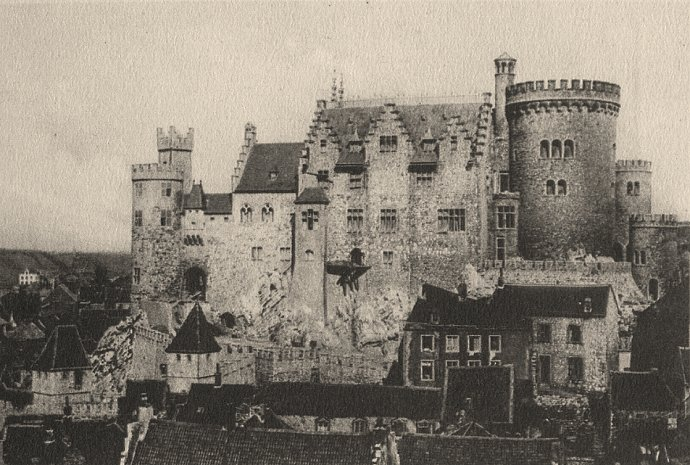
Burg Stolberg 1906 nach dem Wiederaufbau durch Moritz Kraus

### Mittelalter
Renardus von Stalburg gilt heute als der wahrscheinliche Gründer der Burganlage, die im 11. oder 12. Jahrhundert begründet wurde.

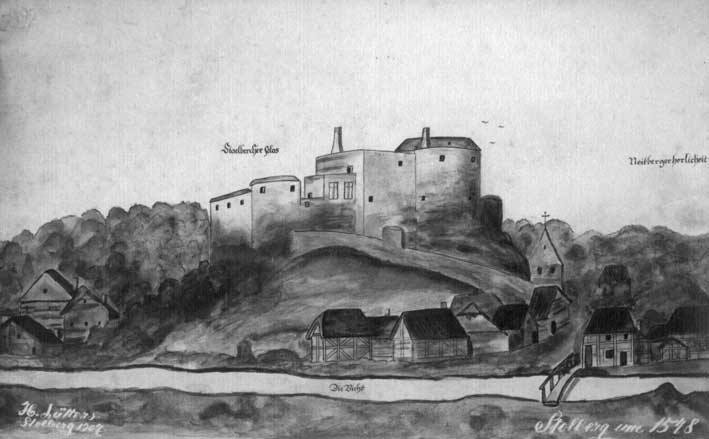
Ergänzte Kopie der ältesten überlieferten Darstellung der Burg Stolberg aus dem 16. Jahrhundert, noch vor der Erweiterung durch Hieronymus von Efferen

Als Johann IV. von Reifferscheid im Jahre 1364 Emund von Barmen als Verwalter einsetzte, erhielt dieser die Auflage, 400 Gulden in den Gebäuden zu  verbauen. Eine Erweiterung oder Instandsetzung kommen für diese Investition in Frage.
In einer Landfriedensexekution des Landfriedensbündnisses Maas-Rhein gegen Dienstmannen von Reinhard II. von Schönforst wurden wohl sämtliche Gebäude geschleift und unbewohnbar gemacht, da es in jener Zeit nicht möglich war, sich durch Geldzahlungen oder Wiedergutmachung vom Vorwurf des Landfriedensbruchs freizukaufen. In den Folgejahren krönten demnach wahrscheinlich nur Ruinen den Burgfelsen.
Mit der Verpfändung Stolbergs an Wilhelm von Nesselrode war die Auflage verbunden, dass eine mögliche neue Burg als Offenhaus des Herzogs von Jülich zu errichten sei. Die Arbeiten an ihr begannen um 1450. Nach dem Neubau präsentierte sich die Burg Stolberg als eine Anlage mit Palas, Geschützturm, Nebentürmen, Torbau und Umfassungsmauern.

### Renaissance und frühe Neuzeit
Während der Geldrischen Fehde wurde die Anlage im Oktober 1542 durch den Fürsten von Oranien, René de Chalon, angegriffen und abgebrannt. Die dabei aufgetretenen, schweren Brandschäden waren aber bis 1544 wieder behoben. Hieronymus von Efferen hatte hierbei unter anderem den Palas mit einem hohen Dach und Treppengiebeln versehen.

### 18. und 19. Jahrhundert
Im 18. und 19. Jahrhundert verfiel die gesamte Anlage immer mehr zu einer Ruine. 1756 wurde die Anlage durch ein regional bedeutsames Erdbeben beschädigt. Die bewohnbaren Gebäude dienten im 19. Jahrhundert als Notunterkunft für Obdachlose und beherbergten Werkstätten von Handwerkern. Zum Zeitpunkt des Verkaufs auf Abbruch an die Eheleute Welter 1863 befand sie sich in einem sehr baufälligen Zustand. Das polizeiliche Wohnungsverbot aufgrund des Verfalls führte zum Verkauf durch die adligen Besitzer. Welter begann den Abbruch am Geschützturm, den er in Teilen durch Sprengungen niederlegte. Weitere Maßnahmen wurden durch ihn nicht mehr getroffen.

### 20. Jahrhundert bis zur Gegenwart
Der Stolberger Metallfabrikant Moritz Kraus erwarb 1888 die Burgruine und ließ sie im Stil des zeittypischen, romantisierenden Historismus nach Plänen des Stolberger Architekten Carl Wilhelm Schleicher und des Kölner Architekten Alfred Müller-Grah schlossartig wieder aufbauen. Neben dem Wiederaufbau des durch Welters Pulversprengungen zerstörten Geschützturms wurden den Gebäuden aber auch neue architektonische Elemente wie Wehrgänge und Zinnen hinzugefügt. Auch wurden einige neue Bauten errichtet. Der zum ‚Großen Turm‘ erhöhte Geschützturm wurde beispielsweise nördlich ergänzt um einen Torbogen, der ihn mit dem seinerseits erhöhten Nordturm verband. Nördlich des Westturmes entstand ein wuchtiger Vierkantturm als Aufzugsturm, und dem Palas setzte Kraus auf dessen Nordseite in der ganzen Gebäudelänge eine Halle vor. Ebenso ist die heutige Vorburg eine Neuschöpfung dieser Bauphase. Die Arbeiten dauerten mit zeitweiligen Unterbrechungen rund 25 Jahre und waren noch nicht abgeschlossen, als Kraus die Burg 1909 der Stadt Stolberg schenkte. Vertragsgemäß wurde durch die Stadt 1909 die Anlage mit der Errichtung der Torburg fertiggestellt.

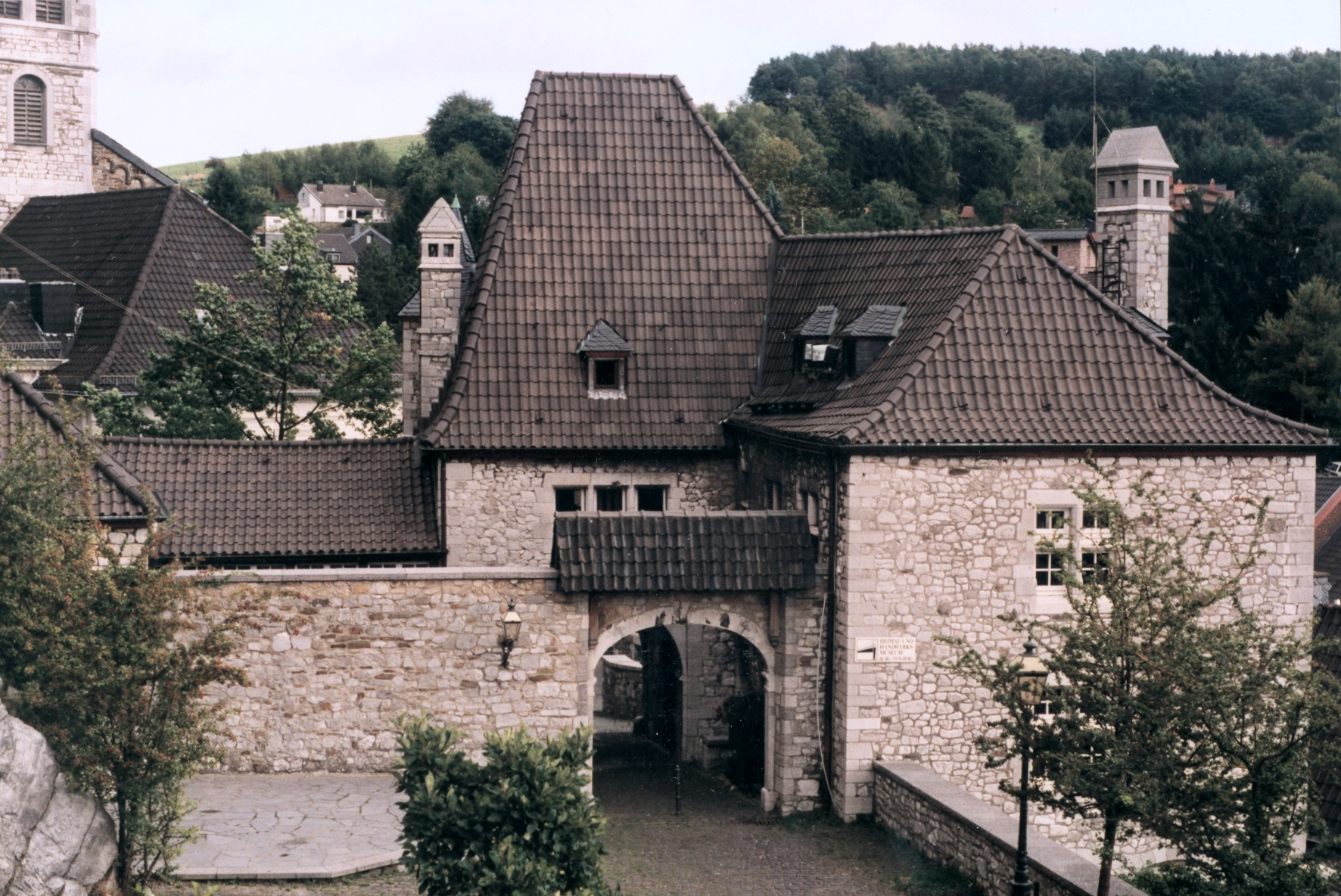
Die Torburg ist ein Neubau vom Beginn des 20. Jahrhunderts

Während des Zweiten Weltkriegs wurde die Burg nur leicht beschädigt, doch es gab Bestrebungen, die Anlage abzureißen und ihre Steine zum Wiederaufbau der zahlreich zerstörten Stolberger Wohngebäude oder zur Baukalkgewinnung verwenden. Aber mit Verweis auf die Modalitäten der Schenkungsurkunde, die die Stadt verpflichteten, die Burg Stolberg „auf immer zu erhalten“, setzten der damalige städtische Kulturbeauftragte Franz Willems sowie der Technische Beigeordnete Dahmen den Erhalt des Wahrzeichens durch. Erste Sicherungsmaßnahmen von Seiten der Stadt erfolgten 1949.
Am 2. Juni 1950 gründete sich dann der Stolberger Burgverein, um die Wiederherstellung der Anlage voranzutreiben. Seine Bemühungen zeigten Erfolg: Am 11. November 1951 begannen erste Um- und Rückbauarbeiten, die bis 1953 andauerten und eine Erhaltung der Bausubstanz gewährleisteten. Dabei wurden die späthistoristischen Bauelemente zum Teil entfernt. Die Verantwortlichen entschlossen sich, die Arbeiten an der Burg darauf abzielen zu lassen, einen ähnlichen Bauzustand wie seinerzeit unter Hieronymus von Efferen herzustellen. Das Gebäude sollte daher von übertriebenem und allzu sehr störendem Zierrat bereinigt werden. Der „romantisierende Historismus“ von Moritz Kraus wurde gegen einen „wissenschaftlichen Historismus“ ersetzt. Denn der entstehende Bau zeigt sich als eine architektonische Mischung, da die Zutaten des 19. Jahrhunderts nicht vollständig entfernt, jedoch dem neueren Bild des Mittelalters angelehnt wurden. Die Vor- und Torburg wurde nahezu im Original belassen. Der Westturm erhielt wieder eine Zwiebelhaube nach früherem Vorbild der Renaissancezeit, während die östlichen Rundtürme Zeltdächer erhielten. Das Palasgebäude wurde von den Dacherkern und den breiten neugotischen Fenstern befreit. Die vielen zusätzlichen Nebentürme wurden gekappt und auf unauffällige Höhenniveaus gebracht. Es folgten zahlreiche weitere Sanierungs- und Umbauarbeiten, deren Kosten sich bis zur Wiedereinweihung der Burg im November 1987 auf 2,3 Millionen DM beliefen.

## Bewohner und Besitzer

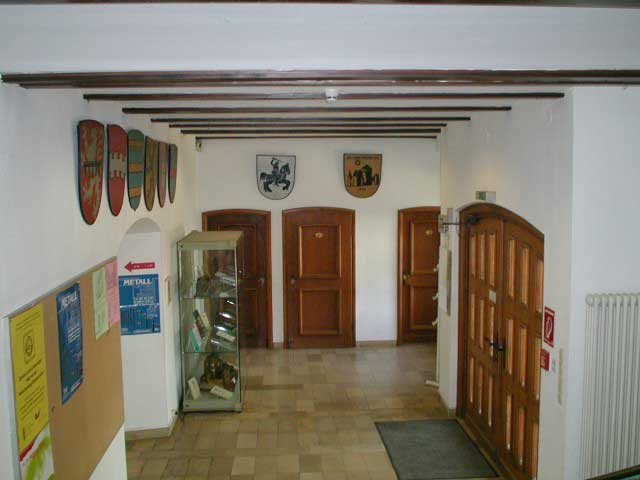
Das Foyer

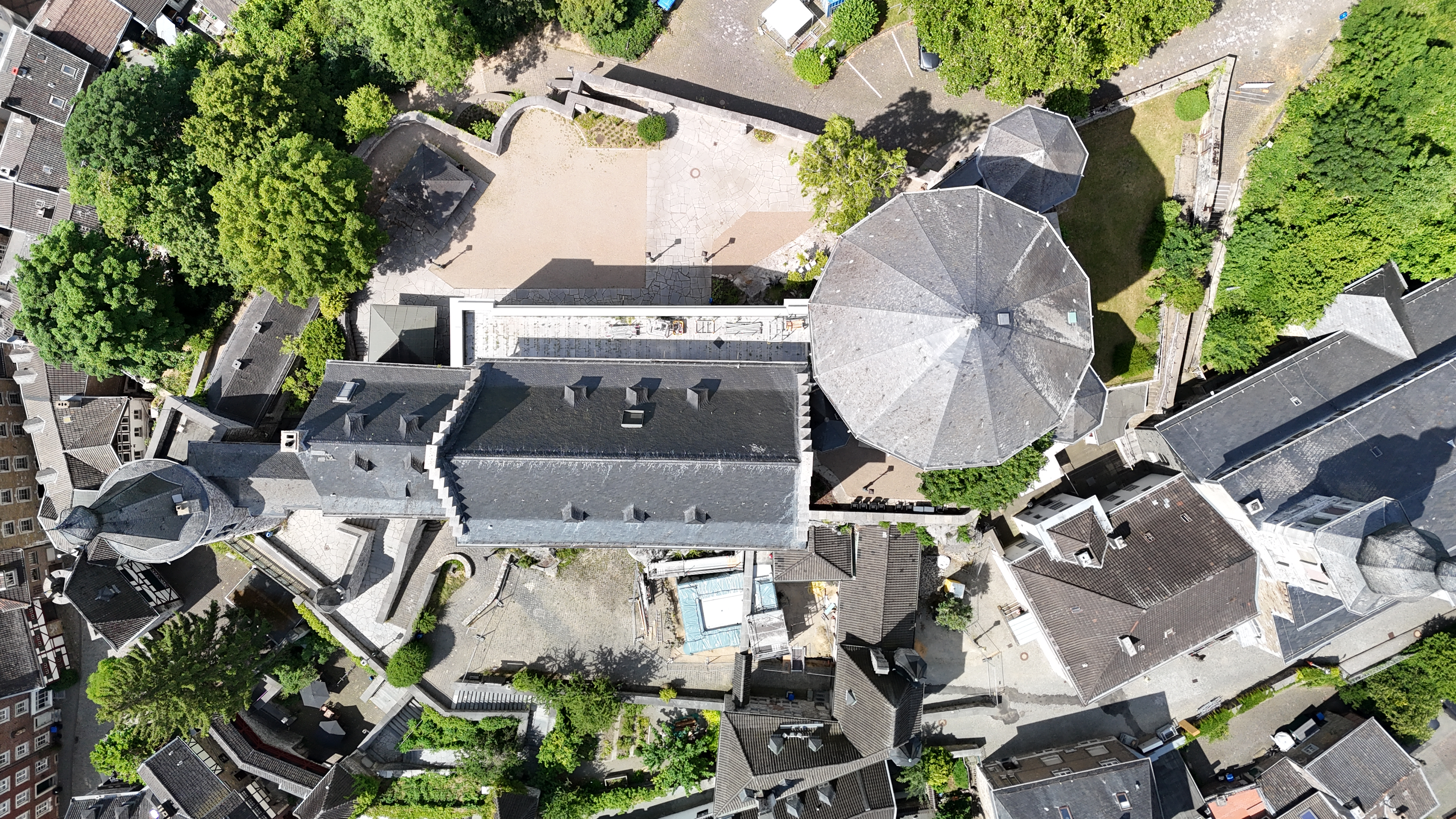
Luftaufnahme der Burg

### Überblick
- Edelherren von Stalburg (bis 1237)
- Edelherren von Frentz (1237 bis um 1320)
- Edelherren von Randerath (um 1320–1324)
- Edelherren von Reifferscheidt (1324 bis um 1372)
- Ritter zu Schönforst (um 1372–1396)
- Herzöge von Jülich (1396–1447)
- Herren von Nesselrode (1447–1496)
- Freiherren von Efferen (1496–1649)
- Reichsfreiherren Raitz von Frentz (1649–1777)
- Reichsgrafen von Kesselstatt (1777–1863)
- Richard Welter (1863–1888)
- Moritz Kraus (1888–1909)
- Stadt Stolberg (ab 1909)

### 12. und 13. Jahrhundert
Historisch gesicherte Erkenntnisse über die Burg Stolberg liegen erst für die Zeit nach 1100 vor. Im 12. Jahrhundert wird mehrmals ein Edelherrengeschlecht derer zu Stalburg (auch Stahlburg) urkundlich erwähnt. Deren Mitglied, der Freie Renardus von Stalburg, errichtete wahrscheinlich die erste Burg auf dem Burgfelsen.
Nach 1237 kam Burg Stolberg vermutlich von Wilhelm von Stalburg unter noch nicht genauer bekannten Umständen an Wilhelm, Harper und Wirich I. von Frentz. Letzterer kam gemeinsam mit dem Grafen Wilhelm IV. von Jülich am 16. März 1278 in Aachen um. Bei dem Versuch, eine Sondersteuer für König Rudolf I. von Habsburg einzutreiben, wurde er von aufgebrachten Aachener Bürgern erschlagen.
In einer Urkunde vom 9. Mai 1263 wird der Edelmann Wilhelm I. von Frenz als Bürger in Stadt Köln aufgenommen und erhält eine jährliche Zuweisung in Höhe von 20 Mark von der Stadt Köln. Im Gegenzug verpflichtet er sich, der Stadt Köln für eine Aufwandsentschädigung von sechs Mark monatlich mit bewaffneter Hand zu Hilfe zu kommen. Wilhelms gleichnamiger Sohn aus seiner ersten Ehe mit Sophia von Hückeswagen verzichtet in einer Urkunde vom August 1277 gegen eine nicht näher bestimmte, frei verfügbare Zahlung der Stadt Köln auf die jährliche Zuwendung von 20 Mark. Im Gegenzug stellt er Burg Stolberg, hier als sein Allod bezeichnet, der Stadt Köln zur Verfügung und erhält ihn als ewiges Bürgerlehen zurück. Damit geriet die Herrschaft Stolberg erstmals in eine klare Lehnsabhängigkeit.
Nach Wilhelms II. Tod nannte sich seine Frau, Mechthildis von Reifferscheidt, Herrin von Stoylburch. Da ihr Sohn Wirich kinderlos verstarb, erbte ihre Tochter Hadewigis von Frentz-Reifferscheidt zu Stolberg und Setterich den Besitz und brachte diesen durch ihre zweite Ehe an Arnold, Edelherr von Randerath. Beide übertrugen Burg und Herrschaft Stolberg 1324 an Hadewigis' Verwandte, die Edelfrau Richarda von Salm-Reifferscheidt, Witwe des früh verstorbenen Johann III. von Reifferscheidt.

### 14. und 15. Jahrhundert
Als Richarda um 1350 starb, ging das Erbe an ihren Sohn Johann IV., der Marschall von Westfalen war. Er setzte den Ritter Edmund von Barmen 1364 für sieben Jahre als Burgverwalter ein. Vermutlich waren es die Erben Johanns IV., die um 1372 die Burg an Reinhard II. von Schönforst verkauften. Dieser residierte jedoch weiterhin in Schönforst bei Aachen, auf Burg Stolberg wohnten Burgmannen, die sich mutmaßlich als Raubritter verdingten. Deshalb belagerte der Landfriedensbund zwischen Rhein und Maas die Anlage und sagte Reinhard II. die Fehde an, in deren Verlauf die Burg geschleift wurde. Da dieses Mittel auch angewandt wurde, um Gegnern zu schaden, ist ein haltloser Vorwurf der Raubrittertätigkeit ebenso möglich.
1396 wurde die Burg Schönforst von Herzog Wilhelm III. von Jülich und Geldern erobert. Der Schönforster Besitz wurde einschließlich Stolbergs dem Herzogtum Jülich einverleibt.
Gerhard von Jülich-Berg verpfändete Staelburg uf der Veicht (Stahlburg oberhalb der Vicht) im Juni 1445 an seinen Rat und Freund Wilhelm I. von Nesselrode mit der Auflage, auf dem dortigen Berg eine neue Burg zu errichten. Nur zwei Jahre später wurde Stolberg zu einer Unterherrschaft erhoben und zum Erbmannlehen der Familie von Nesselrode erklärt. „Stolberg, das bis dahin Geschlechtern des hohen Adels gehört hatte, war nun Lehnsgut des niederen Adels, eines Ministerialgeschlechts, geworden, dessen Ritter nicht wie die Edelherren von Stalburg, von Frenz und von Reifferscheid Grundherren von Stolberg, sondern Unterherren des Landesherren von Jülich in der Herrschaft oder Herrlichkeit Stolberg waren.“
Wilhelm II. von Nesselrode beerbte seinen Vater 1471. Da aber seine Frau Adriane von Arendahl die Herrschaft Rheydt mit in die Ehe gebracht hatte, zog er es vor, auf dem dortigen Schloss Rheydt zu wohnen. Er übertrug Burg und Herrschaft 1483 an seinen Verwandten Bertram von Nesselrode, weil er selbst kinderlos war. Aber auch Bertram hatte keine Kinder, so dass er den Besitz noch am gleichen Tag an seinen Neffen Bertram von Gevertshagen (genannt Lützenrode) weitergab. Jener Bertram und dessen Frau Margareta Spoir gaben Stolberg 1496 an Herzog Wilhelm von Jülich-Berg zurück.

### 16. und 17. Jahrhundert

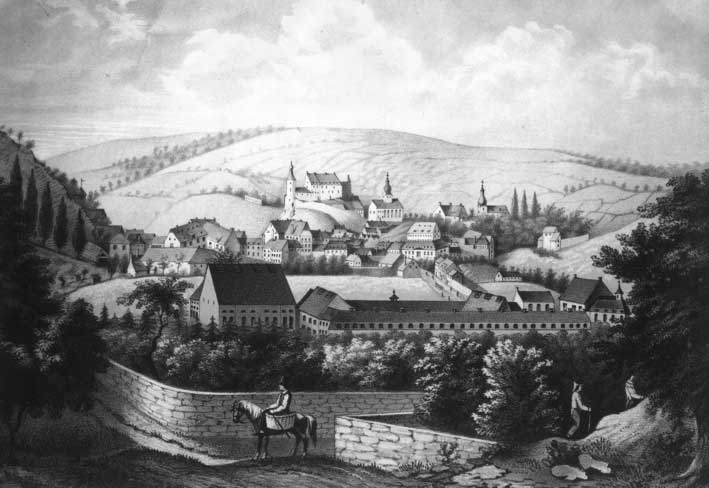
Stolberg und seine Burg, Gemälde von etwa 1800

Wilhelm von Jülich-Berg belehnte nur neun Tage später den Junker Vinzenz von Efferen mit Stolberg. Die Lehensurkunde spricht erstmals von Stolberg als Erbgift. Demnach war es zu jener Zeit kein Mannlehen mehr, sondern auch weibliche Familienmitglieder waren nun erbberechtigt. Vinzenz’ Sohn Hieronymus aus der Ehe mit Johanna von Merode-Schlossberg trat 1532 die Erbfolge auf der Burg Stolberg an. Er war ein Vertrauter des Herzogs Wilhelm V. von Jülich-Kleve-Berg, der ihn zum herzoglichen Artillerie- und Zeugmeister ernannte. Nach seinem Tod wurde 1552 erstmals eine Frau Besitzerin: Hieronymus’ Ehefrau Anna von Nesselrode. Als sie 1559 starb, folgten ihr die beiden Söhne Johann und Wilhelm nach.
Wilhelm war Mitglied des Deutschen Ordens und hielt sich aus diesem Grunde nur äußerst selten in Stolberg auf. Sein Bruder Johann hingegen sollte die Stolberger Geschichte maßgeblich mitbestimmen. So unterstützte er die protestantischen Kupfermeister, die überwiegend aus Aachen kamen, indem er beispielsweise die katholisch geweihte Burgkapelle Anhängern des reformierten Glaubens für regelmäßige Gottesdienste zur Verfügung stellte. Johanns Taten und religiöse Toleranz legten den Grundstein nicht nur für eine immer größer werdende protestantische Gemeinde in Stolberg, sondern auch den wirtschaftlichen Aufschwung, den die Kupfermeister einleiteten.
Im Verlauf des Achtzigjährigen Kriegs besetzten im Dezember 1606 spanische Söldner unter Oberst Don Gaston die Burg für sechs Wochen und plünderten sie.
Nach Johanns Tod übertrug sein Bruder Wilhelm nach kaum einem halben Jahr 1608 den Besitz an die Kinder seines Vetters, Wilhelm Adolf und Johann Dietrich von Efferen. Da diese zur Zeit der Übertragung noch minderjährig waren, wurde ihr Vormund, der Wormser Bischof Wilhelm von Efferen, mit der Herrschaft belehnt. Als Wilhelm Adolf starb, wurde sein Bruder Johann Dietrich alleiniger Besitzer der Burg und 1638 vom Kaiser in den Stand eines Freiherren erhoben. Seine Erbtochter Odilia, Freiin von Efferen, brachte die Burg 1649 an die Familie ihres Ehemanns, Ferdinand Freiherr Raitz von Frentz zu Kendenich, der wie sein Vater kurkölnischer Erbkämmerer war.

### 18. Jahrhundert bis zur Gegenwart
Ferdinands Sohn Franz Carl trat 1691 sein Stolberger Erbe an. Nach seinem Tod heiratete seine Witwe in zweiter Ehe Anton Heinrich Freiherr von Cortenbach zu Altenhagen, den der Jülicher Herzog Karl Philipp 1735 mit Stolberg belehnte. Die Verwandten Franz Carls legten jedoch vor Gericht Einspruch gegen Maria Annas Erbschaft ein und konnten den anschließenden langwierigen Prozess im Januar 1745 für sich entscheiden. Die Herrschaft kam an die Nachfahren des ersten Mannes, in diesem Fall drei weibliche, verheiratete Mitglieder der Familie von Frentz zu Kendenich, deren Ehemänner nach dem Prozess zu gleichen Teilen mit der Burg und Herrschaft Stolberg belehnt wurden.
1777 wurde der Frentz'sche Besitz im Bollheimer Generalvertrag geteilt. Stolberg kam an die Familie der Grafen von Kesselstatt, Nachfahren der Antonetta Franziska Theresia Isabella von Frentz zu Kendenich. Hugo Johann Casimir Edmund von Kesselstatt zu Föhren und seine Ehefrau Maria Catharina Elisabeth Freiin von Knebel von Katzenelnbogen wurden jedoch bereits 1794 enteignet, nachdem französische Revolutionstruppen linksrheinische Gebiete besetzt hatten. Als Ergebnis des Wiener Kongresses fiel Stolberg 1815 an Preußen, das die Burg den Grafen von Kesselstatt zurückgab.
Joseph Franz von Kesselstatt verkaufte die Burg 1863 an die Eheleute Richard und Maria Katharina Welter für 4000 Mark. Von deren Erben kaufte 1888 der Stolberger Fabrikant Moritz Kraus die herunter gekommene Burganlage für 3000 Mark, um sie wieder aufbauen zu lassen. Im April 1909 schenkte Kraus die Burg der Stolberger Bürgerschaft als unveräußerliches Eigentum, und so ist sie auch heute noch im Besitz der Stadt. Nach der Schenkung blieben die Räumlichkeiten mit Ausnahme des Rittersaals vorerst ungenutzt. Der Saal diente zur Durchführung öffentlicher, städtischer Veranstaltungen wie zum Beispiel Sitzungen des Stadtrats. Erst 1930 kam mit einer Gruppe des Bundes Neudeutschland ein weiterer dauerhafter Nutzer hinzu, der in der Burg sein Vereinsheim unterhielt. Nach 1933 wurde die Burg durch die SA und andere NS-Organisationen ausgebaut und genutzt.
Während des Zweiten Weltkriegs nahmen amerikanische Truppen nach harten Kämpfen mit Soldaten der deutschen Wehrmacht die Burganlage am 21. September 1944 ein. In den folgenden 13 Jahren konnten die Gebäude durch Kriegsschäden überhaupt nicht genutzt werden. Erst ab 1956 wurden im wiederhergestellten Rittersaal erneut Veranstaltungen abgehalten.

## Heutige Nutzung
Der untere und obere Burghof sind tagsüber frei zugänglich. Die Innenräume der Burg stehen Besuchern täglich außer montags offen. Ein Unkostenbeitrag wird nur für Führungen erhoben. Die Burg dient als Kulturzentrum verschiedenen Veranstaltungen und beherbergt neben einem Museum auch einen gastronomischen Betrieb.

### Kultur und Vereine
Der Rittersaal und der angeschlossene Gerichtssaal, das so genannte Trauzimmer, werden heute für kulturelle Veranstaltungen wie Lesungen, Kammerkonzerte sowie karnevalistische Aktivitäten und Eheschließungen genutzt und sind darüber hinaus auch für private Festlichkeiten zu mieten. Außerdem wurde im Obergeschoss des Palas eine Galerie eingerichtet, in der regelmäßig Ausstellungen stattfinden.
Während die beiden Räume des oberen Torbaus dem Stolberger Pfadfinderstamm der Deutschen Pfadfinderschaft St. Georg zur Verfügung stehen, wird das Burghaus heute als Vereinsheim der Stolberger Karnevalsgesellschaft „Fidele Zunfthäre“ genutzt.

### Museum in der Torburg

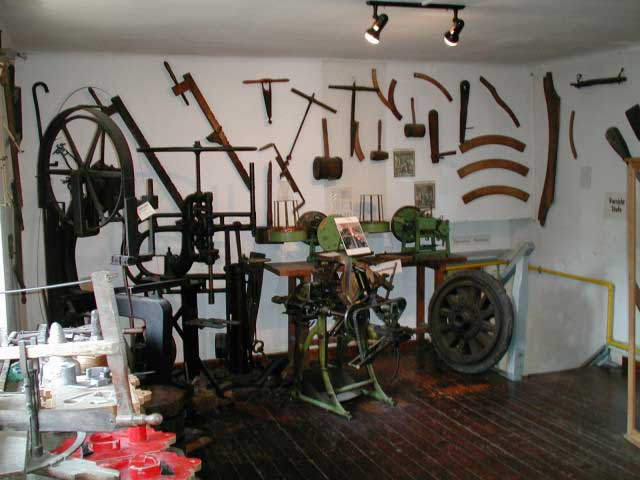
Ausstellung im Heimat- und Handwerkermuseum

Die von Moritz Kraus neu errichtete Torburg beherbergt seit September 1983 ein Heimat- und Handwerkermuseum, das von einem Verein betrieben wird und nachmittags an Wochenenden sowie an Feiertagen geöffnet ist. Anfangs als Industriemuseum Stolberg firmierend, hieß es nachfolgend lange Zeit Heimat- und Handwerkermuseum. Der heutige Name lautet Museum in der Torburg.
Auf vier Stockwerken sind Ausstellungsstücke zur Glas-, Kupfer-, Messing- und Seifenherstellung zu sehen. Außerdem beherbergt es einige historische Werkstätten wie Schusterei, Sattlerei oder Schmiede sowie eine Kaffeerösterei, die ganzjährig betrieben wird, während in den übrigen Werkstätten während der Adventswochenenden das historische Handwerk vorgeführt wird. Das Museum informiert im Untergeschoss über die Geologie Stolbergs u. a. mit Mineralien und Fossilien sowie über Bergbau. Die Museumsbetreiber unterhalten auf der dritten Ebene des Burggeländes auch einen Kräutergarten, in dem heimische, für die Gegend typische Würz- und Heilkräuter angebaut werden.

### Regelmäßige Veranstaltungen
Zweimal im Jahr finden Mittelalterveranstaltungen auf der Burg statt: Während des Burgritterlagers der Interessengemeinschaft Stolberg im Mittelalter werden den Besuchern altes Handwerk, Lagerleben und Vorführungen geboten. Außerdem wird jeweils im Rahmen des Stadtfestes ein Mittelaltermarkt auf dem Burgareal veranstaltet.
Weitere einmal jährlich stattfindende Veranstaltungen sind das Fest zum Erntedank und der Weihnachtsmarkt (Kupferstädter Weihnachtstage) an Adventswochenenden, auf dem Kunsthandwerker ihre Erzeugnisse zum Verkauf anbieten und ihr Handwerk vorführen.
Des Weiteren findet einmal im Jahr das Burggrafenfest und die Proklamation des Prinzen Karnevals in den Gemäuern der Burg statt.